# Rivula invertita
Rivula invertita là một loài bướm đêm trong họ Erebidae.